# James Figg
James Figg (1695 i Thame, Oxfordshire – 7. december 1734 i London) var en engelsk sportsmand, der generelt anses som den moderne boksnings ”fader”. 
Figg var oprindeligt en dygtig fægter og optrådte på markedspladser m.v. med opvisninger i fægtning og anden kampsport, herunder brydning og kamp med brug af køller. Han begyndte også at deltage i bokseopvisninger og boksekampe og viste betydelige enver inden for denne sport, der på daværende tidspunkt var begyndt at blive voldsomt populær i England. 
James Figg rejste rundt i store dele af England og gav opvisninger i sin boksekunnen og deltog i adskillige opvisningskampe og rigtige boksekampe, idet forskellen mellem opvisning og reel kamp dog var noget flydende på daværende tidspunkt. Boksning foregik dengang uden brug af handsker, ligesom der ikke på daværende tidspunkt var et generelt accepteret regelsæt om afvikling af boksekampe.
Boksning havde indtil da i hovedsagen været en sport for de lavere klasser i det engelske samfund. James Figgs evner som bokser var dog nået frem til Jarlen af Peterborough, der gav Figg mulighed for at komme til London, hvor han i 1719 grundlagde et akademi for kampsport English Scool of Arms and Art of Self-Defense Academy, ellers blot ”Figg’s Academy” eller ”Figg’s Amphitheatre”. Figg’s akademi blev en stor succes, og bragte interessen for boksesporten ud over de lavere klasser og ind i det pænere borgerskab. Figgs mødtes mange gange med Prinsen af Wales, ligesom mange adelsfolk lagde vejen forbi akademiet, der først lukkede i 1743 flere år efter Figgs død. 
På akademiet underviste Figg ”gentlemen” i det, som Figg benævnte som ”the noble science of defence”, hvilket udover boksning tillige omfattede fægtning og kamp med køller og andre slagvåben. Som årene gik koncentrerede Figgs sig dog i højere grad om boksningen. Kampene på Figgs akademi foregik ofte med adskillige tilskuere, og Figgs indrettede med tiden sin arena således, at denne blev hævet op, ligesom han indførte reb mellem arealet, hvor bokserne kæmpende, og de øvrige tilskuere. Begrebet en ”ring” som arena for en boksekamp tilskrives således Figgs bokseakademi. 
Figg var særdeles talentfuld, og samme år som akademiet åbnede i 1719 havde Figg besejret hvad der var af konkurrenter til titlen som den bedste engelske bokser, og James Figg regnes således som den første rigtige engelske boksemester. Han beholdt titlen frem til 1730, hvor han opgav titlen uden kamp (nogle kilder angiver dog et senere tidspunkt). 
Figgs arbejde for at udvikle og systematisere boksning og for at udbrede boksning som en egentlig sport fik overordentlig stor betydning for udviklingen af boksesporten. James Figg anses generelt som boksesportens fader. Den videre udvikling af sporten tilskrives Figgs elev Jack Broughton, der overtog titlen som engelsk boksemester efter Figg.
James Figg døde i 1734 i en alder af 39 år. 
I 1954 blev James Figg hædret ved at blive inkluderet i The Ring Boxing Hall of Fame. I 1992 blev Figgs inkluderet i International Boxing Hall of Fame.

## Eksterne links
- James Figg på Boxingbiographies.com (engelsk)
- James Figgs biografi på International Hall of Fame (engelsk)
- Biografi på Dictionary of National Biography, 1885-1900, Volume 18 hentet fra Wikiquote (engelsk)